# Birger Ljungquist
Göte Birger Ljungquist, född 20 juli 1894 i Kisa, död 11 juli 1965 i Stockholm, var en svensk målare. 
Birger Lungquist var bror till författaren Walter Ljungquist och kusin med tidningsmannen Ivar Ljungquist. Han studerade vid Althins målarskola och Konsthögskolan och debuterade tillsammans med De tretton på Liljevalchs konsthall 1928. Med lyrisk realism målade han nakna bondflickor i olja eller pastell och i en blond kolorit. I färgskimrande akvareller målade han även folkvisemotiv.  Ljungquists konst finns representerad på Nationalmuseum och Moderna museet i Stockholm, Göteborgs konstmuseum, Kalmar konstmuseum, Norrköpings konstmuseum, Borås konstmuseum, Bergen museum och Linköping museum.